# Општина Дарвари (Мехединци)
Дарвари (рум. Dârvari) општина је у Румунији у округу Мехединци.
Oпштина се налази на надморској висини од 98 m.